# Bloooomin'
「bloooomin'」是Little Non的第11張單曲。2009年8月5日由Lantis發售。

## 概要
電視動畫《咲-Saki-》的第2期主題曲。

## 收錄曲
1. bloooomin' [4:13] 
作詞、作曲：Little Non、編曲：安藤高弘・Little Non
  - 電視動畫《咲-Saki-》第2期主題曲
2. [5:20] 
作詞、作曲、編曲：Little Non
3. [3:43] 
作詞、作曲：Little Non、編曲：小池雅也
4. bloooomin' （instrumental）

## 外部連結
- bloooomin'（页面存档备份，存于）